# Abdelaziz Benhamlat
Abdelaziz Benhamlat (né le 22 mars 1974 à Kouba, Alger en Algérie) est un footballeur international algérien. Il a notamment brillé sous les couleurs de la Jeunesse sportive de Kabylie, où il a remporté trois coupes de la CAF.
Il compte 28 sélections en équipe nationale entre 1995 et 1999.

## Carrière

### Jeunes catégories
à huit ans seulement, Aziz foule pour la première fois les terrains sous les couleurs du RC Kouba, il restera dans ce club jusqu'à son premier match professionnel en 1990 à 16 ans à peine, sous la houlette de Nour Benzekri.

### En club
Dès sa première année en séniors, il décide de quitter le RC Kouba pour rejoindre la Jeunesse sportive de Kabylie en 1991, avec laquelle il gagnera par la suite le championnat d'Algérie de football 1994-1995, deux coupes d'Algérie en 1992 et 1994 ainsi que la coupe d’Afrique des clubs vainqueurs de coupes en 1995, et trois fois consécutives la coupe de la CAF : 2000, 2001 et 2002. Il quittera cependant la Jeunesse sportive de Kabylie, poussé à la sortie, et rejoindra le MC Alger pour y finir sa carrière très jeune à 31 ans seulement.

### En sélection
Abdelazziz Benhamlat participe aussi à la coupe d'Afrique des nations de football 1998 et 2000. Il a été convoqué 28 fois et a joué 8 fois.
- Médaillé d'argent aux Jeux Méditerranéens de 1993 à Languedoc-Roussillon

## Palmarès
- Champion d'Algérie (1) : Jeunesse sportive de Kabylie en 1995
- Vainqueur de la Coupe des coupes (1) : Jeunesse sportive de Kabylie en 1995
- Vainqueur de la Coupe de la CAF (3) : Jeunesse sportive de Kabylie en 2000, 2001 et 2002.
- Vainqueur de la Coupe d'Algérie (2) : Jeunesse sportive de Kabylie en 1992 et 1994.